# Viñedo de las Cortinas Fragantes
El Viñedo de las Cortinas Fragantes (Vineyard of Fragrant Drapes) (V.F.D.),  el cual fue nombrado algo tarde (para tratar de evitar su conexión con V.F.D.) es un viñedo ficticio mencionado en la autobiografía de Lemony Snicket. Fue el lugar donde Snicket y Beatrice pensaban contraer matrimonio. También fue el lugar donde Jerome Miseria y Esmé se casaron. 
La autobiografía de Snicket incluye dos cartas, una enviada a Snicket y la otra a Sordidez, informándoles a ambos sus acuerdos de boda. Ambas cartas parecen similares, pero la carta de Snicket contiene un mensaje escrito en Código Sebald, diciéndole a Jerome que por ningún motivo se presente a la boda en el viñedo debido a un sospechoso y anticipado intento de incendio por parte de los enemigos.